# Gumpert Apollo
La Gumpert Apollo è una vettura sportiva ad alte prestazioni prodotta dalla casa automobilistica tedesca Gumpert Sportwagenmanufaktur, successivamente rinominata in Apollo Automobil, tra il 2005 e il 2012.

## Progettazione
Il progetto ha preso il via nel 2002 con il nome in codice "R1" e l'idea di costruire un'auto da corsa omologata per uso stradale. Nello stesso anno, fu costruito un modello in scala 1:4 a partire dai disegni di Marco Vanetta, che portò avanti questo progetto come tesi di laurea in design presso l'Università delle scienze applicate di Monaco sotto la cura del professor Othmar Wickenheiser. La mente dietro il progetto era quella dell'ex dirigente di Audi Sport Roland Gumpert.
Nel 2003, dopo la fondazione della fabbrica, i primi disegni e modelli furono presentati al pubblico. Il prezzo è stato quindi stimato tra 115.000 e 175.000 euro. Inizialmente sono stati progettati tre diversi motori, un V8 aspirato con una potenza 360 CV (279 kW), una sua versione turbo compressa con 460 CV (338 kW) e un V8 biturbo con 650 CV (478 kW).

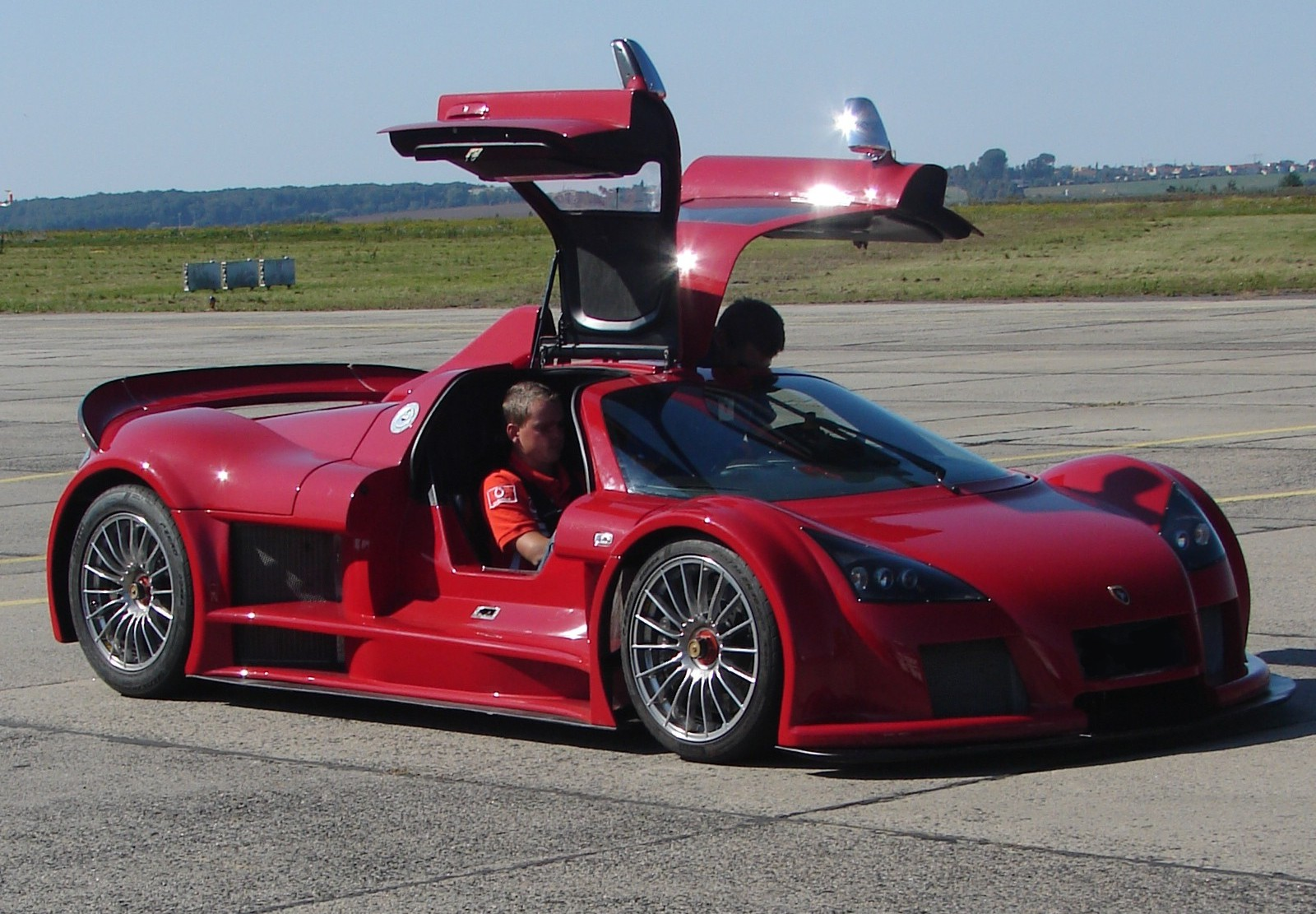
Gumpert Apollo in fase di test sulla pista dell'aeroporto di Lipsia-Altenburg

Il prototipo della Apollo, costruito a Ingolstadt, fu completato nel 2004. Contrariamente a quanto avviene nelle grandi aziende, la Gumpert lo ha utilizzato non solo per i test ma anche per le operazioni pubblicitarie al fine di promuovere il progetto. Durante un test promozionale con un giornalista, la vettura si schiantò e fu così gravemente danneggiata che dovette essere ricostruita. Un altro prototipo di colore rosso fu completato nello stesso periodo e fu guidato dal pilota belga Ruben Maes che si classificò al terzo posto alla Divinol Cup nel marzo 2005, sul circuito di Hockenheim.
Il modello di pre-produzione della Apollo, molto simile alla sua forma finale, è stato presentato nel 2005. Le differenze con i prototipi erano, tra le altre cose, che questo modello ora aveva una monoscocca, le porte ad ali di gabbiano si aprivano al centro del tetto e il diffusore e il labbro anteriore erano ridimensionati. L'abitacolo era mascherato ed è stato ampiamente rivisto prima dell'inizio della produzione.

## Produzione
L'inizio ufficiale della produzione in serie è avvenuto il 21 dicembre 2005 nello stabilimento Gumpert di Altenburg. La linea di produzione è stata progettata per una capienza di circa 60 veicoli all'anno, l'auto poteva essere ampiamente personalizzata dal cliente grazie al processo di assemblaggio artigianale. Il prezzo della Apollo nelle fasi iniziali della produzione era pari a 198.000 euro IVA esclusa. Poiché il progetto prevedeva che si trattasse di un'auto da corsa pronta per la pista, l'allestimento base era inizialmente molto minimale per risparmiare peso. Pertanto non erano previsti, tra le altre cose, un climatizzatore e un sistema di navigazione, installabili solo come optional.

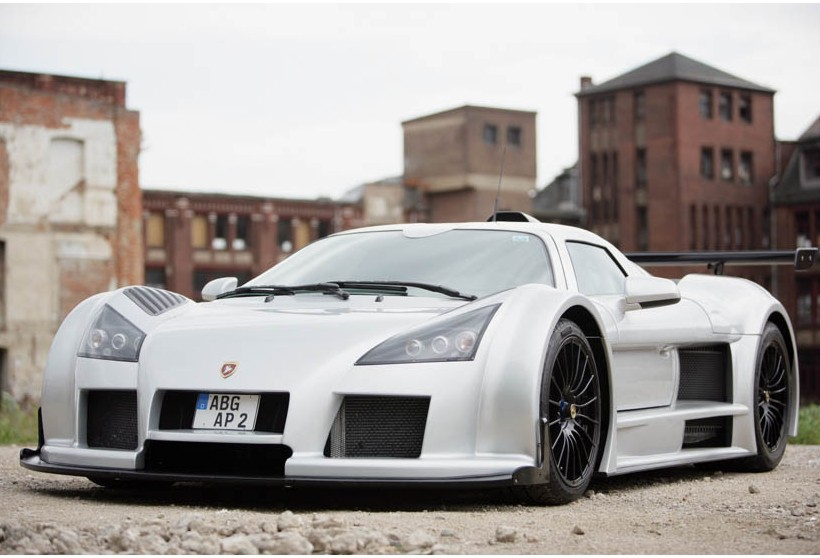
Gumpert Apollo Sport

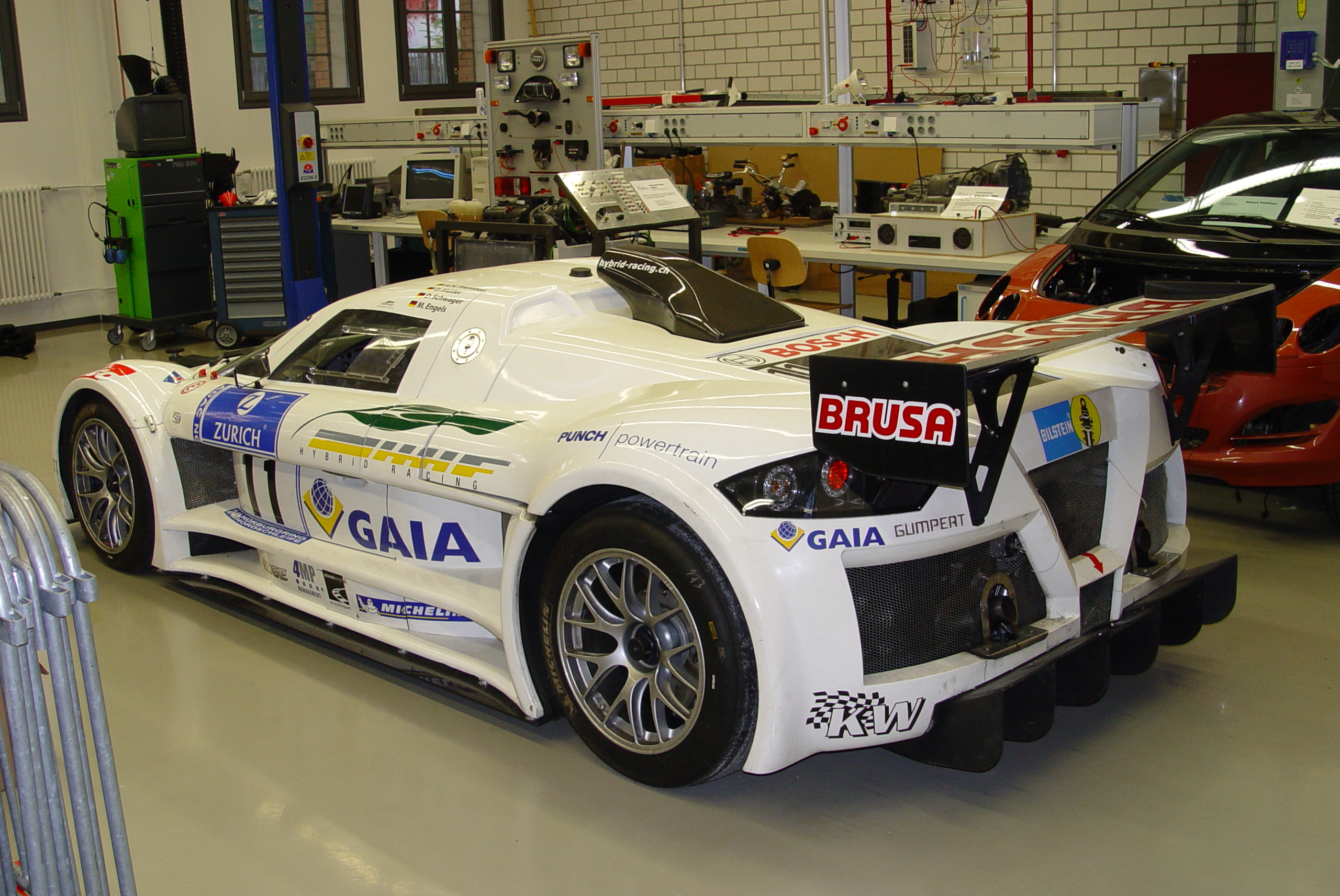
Gumpert Apollo Hybrid

L'assemblaggio a mano non impedì al piccolo produttore di auto sportive di offrire anche alcuni pacchetti di accessori. Oltre alla versione base, c'era una versione pista che includeva, ad esempio, un cric pneumatico per facilitare il cambio gomme e un sistema di estinzione delle fiamme da utilizzare in caso di incidente. Dal 2007 Gumpert ha offerto anche una versione sportiva, che si collocava tra la versione da corsa e la versione base. Come pista di prova per lo sviluppo della Apollo sono stati utilizzati la pista e il piazzale dell'aeroporto di Lipsia-Altenburg. Generalmente le presentazioni dei modelli della Apollo a giornalisti e clienti avevano luogo proprio in quell'aeroporto.
Nel 2008 alla 24 ore del Nürburgring, Heinz-Harald Frentzen, Dirk Müller, Marcel Engels e Dominik Schwager hanno preso il via con una Apollo. Il motore utilizzato adottava una tecnologia ibrida di recente sviluppo, oltre a un  motore V8 biturbo da 3,3 litri con 520 CV (382 kW) la Apollo montava anche un motore elettrico da 100 kW e una batteria di trazione della GAIA. Tuttavia, per tutta la gara la vettura ha dovuto affrontare problemi di trasmissione legati al motore a combustione convenzionale ed è stata mantenuta in gara dal solo motore elettrico. Grazie alla sostituzione di alcune componenti raggiunse la bandiera a scacchi, ma non entrò più nella classifica.

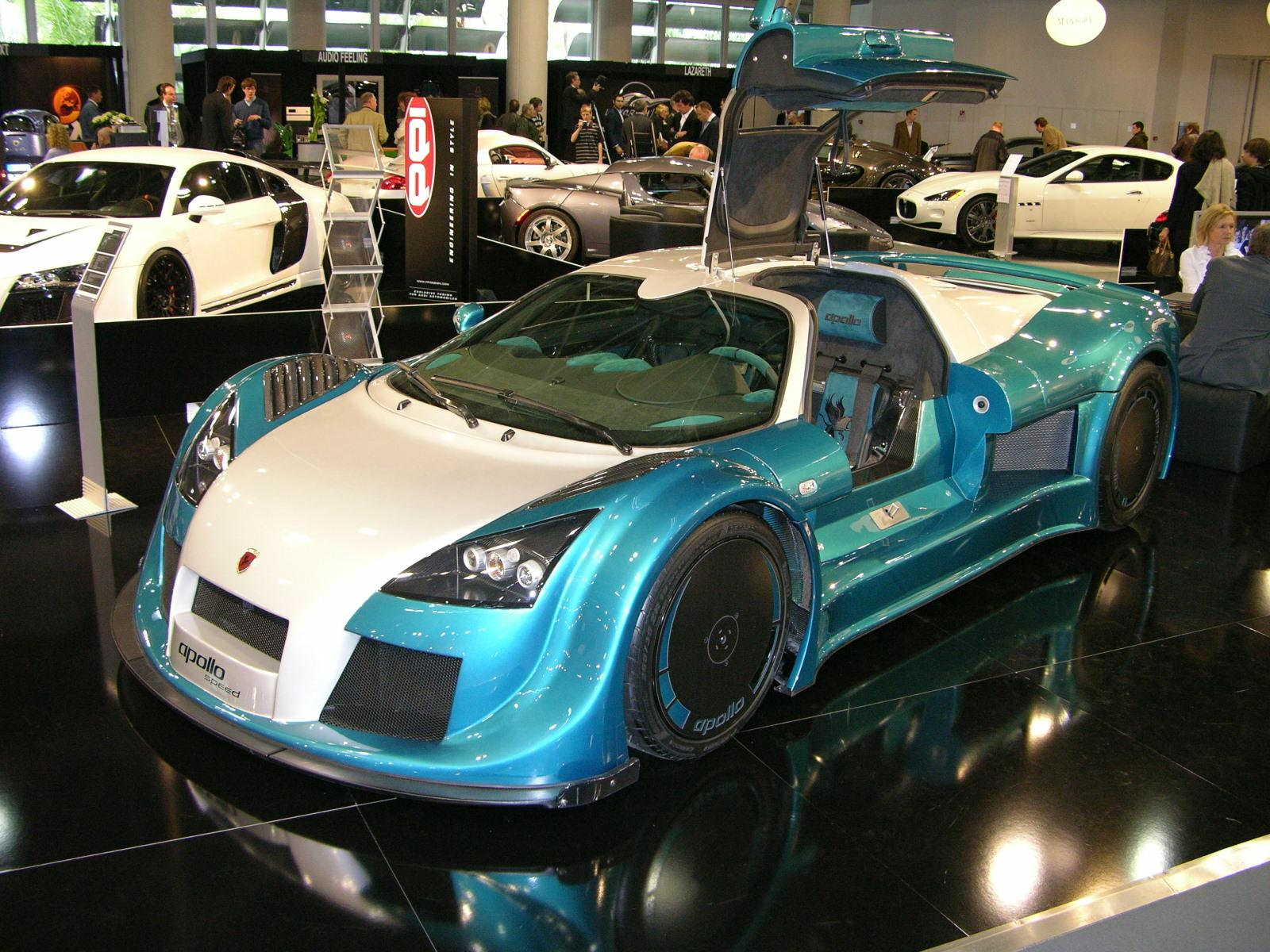
Gumpert Apollo Speed

Nel 2009 la Gumpert ha svelato per la prima volta al Motor Show di Ginevra la variante denominata Apollo Speed. Contrariamente alle altre varianti del modello, questa non era orientata verso la velocità in curva, ma all'accelerazione e alla velocità massima. Per raggiungere questo obiettivo, l'assetto della Apollo è stato ribassato di nove millimetri e l'aerodinamica migliorata. Il disegno dei passaruota è stato modificato, c'erano copri-ruota aerodinamici fissi sulle ruote anteriore e co-rotanti sulle ruote posteriori, un'ala posteriore regolabile e un sottoscocca carenato. I fanali posteriori erano particolarmente differenti rispetto alle altre varianti.
Nel 2010 la Apollo ha subito un leggero restyling nella parte anteriore e posteriore. Le prese d'aria sono state allargate, i passaruota cambiati, le luci diurne erano ora a LED. Il cambiamento più evidente nella parte posteriore è stato lo scarico con quattro terminali. All'interno, la monoscocca è stata allargata per dare più spazio al guidatore e al passeggero. La potenza del motore è stata portata a 700 CV con l'utilizzo di nuove valvole di ricircolo e di un sistema di raffreddamento migliorato.
Nel 2012 è stata presentata la Apollo R, una versione estrema destinata all'utilizzo solamente su pista con un peso ridotto  e una potenza portata 860 CV (633 kW) grazie a nuovi terminali di scarico. Oltre all'incremento di potenza segue una riduzione di peso a 1100 kg con l'eliminazione del sedile del passeggero e dei pannelli antirombo e l'utilizzo di pannelli scorrevoli in lexan invece dei classici i finestrini. Il telaio è stato rinforzato per poter partecipare a competizioni GT e vede l’utilizzo di una roll-bar. I comandi del cambio sono stati spostati al volante, permettendo così di eliminare la leva e il pedale della frizione. Direttamente da questa versione deriva l'edizione speciale denominata Apollo Enraged, limitata a soli tre esemplari, in cui il motore V8 da 4,2 litri raggiunge una potenza di 780 CV (574 kW), rendendola la Apollo stradale più potente mai prodotta.

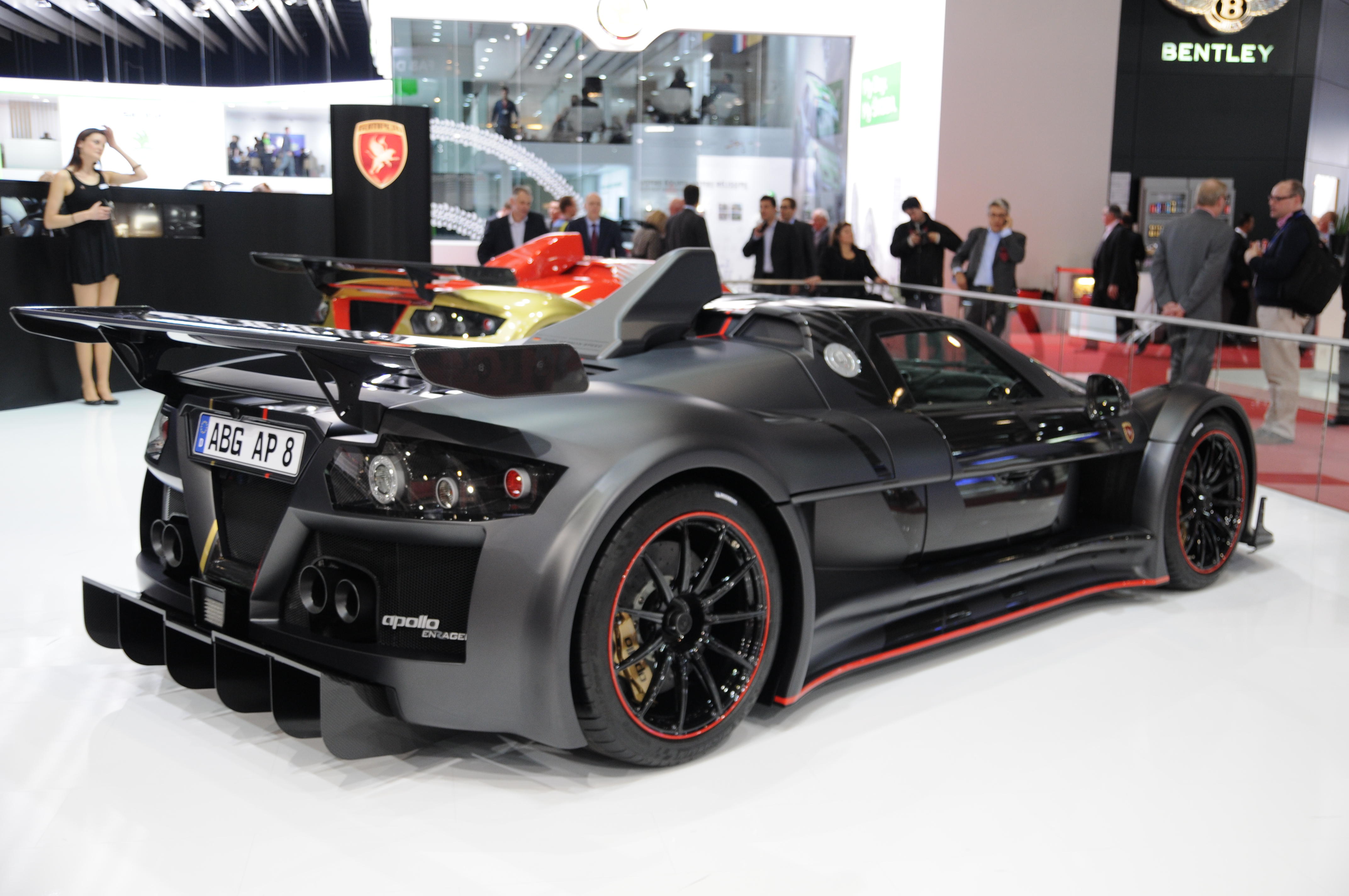
Gumpert Apollo Enraged

A causa del fallimento per insolvenza dichiarato dalla Gumpert, la produzione è stata interrotta nel 2013. Il nuovo proprietario annunciò all'inizio del 2014 che la produzione sarebbe ripresa in un'altra sede, cosa che mai avvenne. Alla fine, i diritti della Apollo furono rivenduti a un investitore di Hong Kong. Al salone di Ginevra 2016, è stata presentata una versione rivista della Apollo con il nome di Apollo N e il noto motore V8 da 4,2 litri, ma non arrivò mai alla fase di produzione.

## Caratteristiche tecniche
La versione base della Apollo ha una potenza di 650 CV (478 kW) con una coppia massima di 850 Nm a 4500 giri/min. Inoltre, sono disponibili motori con 750 CV (551 kW) o 800 CV (588 kW). La potenza viene trasmessa tramite un cambio sequenziale a 6 marce. Il pacchetto sportivo presentato al salone dell'automobile di Ginevra 2007 comprende l'unità con una potenza da 700 CV (515 kW), l'ala posteriore e un cric pneumatico per il sollevamento della vettura. Il motore da (588 kW) è disponibile sulla Apollo Race. Tutti i motori si basano su un V8 Audi da 4,2 litri, ma solo il blocco motore, l'interno è stato realizzato appositamente per la Apollo.
Il corpo vettura si basa su un telaio tubolare, si tratta di circa 200 tubi in acciaio al nichel-cromo-molibdeno con diametri di tubo di 25, 35 e 45 mm e uno spessore da 1 a 2 mm saldati insieme. All'interno del telaio è presente una monoscocca in fibra di carbonio del peso di 23 kg, che garantisce ulteriore rigidezza. Queste due componenti combinate possono resistere ad accelerazioni fino a 50 G. Nella parte anteriore del telaio è presente un paraurti, che si deforma in caso di incidente e assorbe la maggior parte dell'energia di impatto. La carrozzeria è realizzata in vetroresina rinforzata con la fibra di carbonio. Secondo il produttore di auto sportive, la carrozzeria è aerodinamicamente ottimizzata in modo che, alla velocità di 270 km/h, la pressione di contatto generi una tale forza da permettere all'effetto suolo di sostenere l'intero peso dell'auto, ciò significa che la Apollo si potrebbe guidare sul soffitto.
Il veicolo è equipaggiato con pneumatici Pirelli di dimensioni 255/35 all'anteriore e 345/55 al posteriore su ruote da 19 pollici o con pneumatici Michelin di dimensioni 265/30 all'anteriore e 345/30 al posteriore sempre su ruote da 19 pollici. Per la fase di decelerazione, è dotata di dischi scanalati ventilati con un diametro di 380 mm e pinze fisse a 6 pistoncini in combinazione con l'ABS.

## Prestazioni
Le prestazioni della vettura sono le seguenti:
Gumpert Apollo:
- Accelerazione 0–100 km/h: 3,1 s
- Velocità massima: 330 km/h

Gumpert Apollo S: 
- Accelerazione 0–100 km/h: 3,0 s
- Velocità massima: 360 km/h

Gumpert Apollo Enraged:
- Accelerazione 0–100 km/h: 2,9 s
- Velocità massima: 335 km/h

## Attività sportiva
Nel 2005 una Gumpert Apollo appositamente preparata partecipò alla Divinol Cup pilotata dal pilota belga  Ruben Maes che è arrivato terzo sul circuito di Hockenheim.